# Гат (лучки)
Лучки гат је издигнута структура која се издиже изнад водене површине и обично полази са обале, обично стоји на шиповима или стубовима, а пружа приступ изнад воде обалним подручјима. Честе употребе гатова укључују риболов, пристајање чамаца и приступ за путнике и терет, као и рекреацију на води. Њихова отворена структура омогућава да се плима одвија и струје воде релативно несметано теку, док чвршћи темељи кеја или пристаниште могу да делују као лукобран и, према томе, буду лакше подложни оштећењу. Гатови се могу разликовати по величини и сложености, од једноставне дрвене конструкције до великих конструкција дужине преко 1.600 м. У америчком енглеском гат је синоним за док.
Гатови су грађени за више сврха, и будући да ове различите сврхе имају различите регионалне варијације, појам гат има различите нијансе значења у различитим деловима света. Тако је у Северној Америци и Аустралији, где су до сада многе луке биле изграђене по моделу са више гатова, термин има тенденцију да подразумева постојеће или некадашње постројење за преношење терета. За разлику од Европе, где луке чешће користе базене и кејове на обали реке него гатове, тај се израз углавном повезује са сликом викторијанског гата од ливеног гвожђа. Међутим, најранији гатови датирају пре викторијанског доба.

## Врсте
Гатови се могу сврстати у различите групе према главној намени. Међутим, постоји значајно преклапање између тих категорија. На пример, гатови за разоноду такође омогућавају прикључивање пароброда за забаву и сличних бродова, док стубови гата често постају бескорисни јер постају застарели за отпремање терета због напредног развоја технологије. Многи гатови су плутајући, како би се осигурало да се стубови уздижу и спуштају са плимом, заједно са чамцима који су везани за њих. То спречава да конопци постају презатегнути или лабави због пораста или спуштања воде са плимом. Превише затегнута или лабава веза може оштетити бродове.

### Радни гатови
Радни гатови су прављени за пренос путника и терета на бродове и са њих или на чамце на каналима (као Виган гат). Постоје две различите групе радних гатова. Дужи појединачни гатови се често налазе у лукама с великим амплитудама плиме и осеке, тако да се гат протеже довољно далеко од обале да би могао доћи до дубоке воде у доба плима. Такви гатови су пружали економичну алтернативу плутајућим гатовима код којих је количина терета мала или где се рукује специјалним расутим теретом, као што су гатови за угаљ. Други облик радног гата, често назван прстастим (finger pier), грађен је у лукама са мањим амплитудама плиме и осеке. Овде је главна предност била већа расположива дужина кеја бродовима за пристајање у односу на линеарни обални кеј, а такви пристани су обично много краћи. Обично би сваки гат имао јединствену надстрешницу дуж гата, са бродовима који се вежу за обалу. Неке велике луке састојале су се од великог броја таквих гатова који се постављају уз обалу, а класични примери су уз реку Хадсон у Њујорку, или Ембаркадеро у Сан Франциску.
Појава контејнерског транспорта, са потребом за великим просторима за утовар контејнера поред бродских везова, учинила је радне гатове застарелим за руковање теретом, иако неки и даље преживљавају за руковање путничким бродовима или расутим теретима. Један пример је у употреби у Прогресоу, Јукатан, где се гат пружа више од 4 миље у Мексички залив, што га чини најдужим гатом на свету. Гат Прогресо опслужује већи део полуострва и служи као лука за велике бродове за крстарење у том подручју. Многи други гатови су срушени или запуштени, али неки су рециклирани као гатови за забаву. Најпознатији пример је Гат 39 у Сан Франциску.
У Саутпорту и реци Твид на Златној обали у Аустралији постоје гатови који подржавају опрему за решавања проблема са песком и навигацијских канала.

### Гатови за разоноду
Гатови за забаву су први пут изграђени у Британији током раног 19. века. Најстарије грађевине су били Рајд Гат, саграђен 1813/4, Тринити Чејн Гат, изграђен 1821. године и Брајтон Чејн Гат, изграђен 1823. године. Само најстарији од ових гатова још постоји. Тада је увођење железница по први пут омогућило масовни туризам приморским летовалиштима. Велике плимне амплитуде у многим таквим летовалиштима значиле су да током већег дела дана море није било видљиво са обале. Гат за ужитавање био је одговор летовалишта, дозвољавајући туристима да се у свако доба шетају уз море. Најдужи гат за уживање на свету је у Саутенду на мору, Есекс, и простире се на 2,1 км у <a href="./%D0%95%D1%81%D1%82%D1%83%D0%B0%D1%80" rel="mw:WikiLink" data-linkid="undefined" data-cx="{&amp;amp;quot;userAdded&amp;amp;quot;:true,&amp;amp;quot;adapted&amp;amp;quot;:true}">естуар</a> Темзе. Најдужи гат на Западној обали САД је пристаниште Санта Круз, дужине 837 м.
Гатови за забаву често укључују забавне садржаје и позоришта као део својих атракција. Такав гат може бити без крова, затворен или делимично отворен и делимично затворен. Понекад има две палубе. Galveston Island Historic Pleasure Pier у месту Галвестон у Тексасу има ролер-костер, 15 различитих вожњи, карневалске игре и продавнице сувенира.
Рани гатови за уживање били су дрвене конструкције, при чему је први гвоздени гат за забаву био Маргејт Јети, отворен 1855. године. Маргејт гат је срушен у олуји 1978. године и никада није поправљен. Најдужи гвоздени гат за уживање који је преостао је онај код Саутенда. Први пут је отворен као дрвени гат 1829. године, реконструисан је у гвоздени и довршен 1889. У анкети у Великој Британији 2006. године, јавност је изабрала приморски гат на листу енглеских икона.

### Риболовни гатови
Многи гатови су направљени у сврху омогућавања риболова без чамаца и приступа риболовним теренима који су иначе неприступачни. Много "Бесплатних гатова" доступно је у већим лукама за разлику од приватних гатова. Слободни гатови се најчешће првенствено користе за риболов.

## Гатови света

### Белгија
У Бланкенбергеу је први гат за забаву изграђен 1894. године. После уништења у Првом светском рату, 1933. године је саграђен нови. Остао је до данашњих дана, али је делимично трансформисан и модернизован 1999–2004.

### Низоземска
Схевенинген, обално летовалиште Хага, има највећи гат у Холандији, завршен 1961. године. Дизалица, саграђена на врху стуба панорамске куле, пружа могућност да се направи 60 м висок банџи скок изнад таласа Северног мора. Садашњи гат је наследник ранијег, који је завршен 1901. године, али 1943. године уништен од стране немачких окупационих снага.

### Велика Британија

#### Енглеска и Велс
Први забележени гат у Енглеској био је Рајд гат, отворен 1814. године на острву Вајт, као стајалиште за пристајање трајеката. И данас се користи у ту сврху. У прошлости је имао и функцију за забаву, на врху гата је некада био павиљон, а данас постоје објекти за освежавање. Најстарији гат од ливеног гвожђа на свету је градски гат у Кенту, који је отворен 1834. године. Међутим, Национално друштво гатова га не препознаје као приморски гат.
Након изградње првог приморског гата на Рајду, гат је постао модеран у приморским летовалиштима у Енглеској и Велсу током викторијанске ере, а врхунац је био 1860-их; 22 су изграђена у тој деценији. Као симбол типичног британског приморског одмора, од 1914. године, више од 100 гатова за забаву било је смештено дуж обале Велике Британије. Будући да је међу најбољом викторијанском архитектуром, још увек стоји значајан број приморских гатова, мада су неки изгубљени, укључујући и два у Брајтону, у Источном Сусексу, један у Виралу и три у Блекпулу у Ланкаширу. Бирнбек гат у Вестону на Меру једини је гат на свету повезан са острвом. Национално друштво гатова броји 55 преживелих приморских гатова у Енглеској и Велсу.